# 尹泽勇
尹泽勇（1945年2月14日—），是一位中国航空发动机专家。中国工程院机械与运载工程学部院士、第十一届全国政协委员。

## 生平
出生于重庆市，原籍江苏省宝应县。中共党员。1967年毕业于西北工业大学飞行器结构力学专业，1985-1987年在美国俄克拉荷马大学机械与航空工程系作访问学者，1990年获北京航空航天大学航空发动机工学博士学位。曾任中国航空动力机械研究所总设计师、中国航空工业集团副总工程师及科技委副主任，现任中国航空发动机集团科技委主任及国家“两机”重大科技专项发动机工程总师。2005年当选中国工程院机械与运载工程学部院士。2008年，当选第十一届全国政协委员，代表中国科学技术协会，分入第二十三组。
2015年，担任厦门大学航空航天学院院长。